# ザ・ジェッツ
ジェッツ（The Jets）は、ミネソタ州ミネアポリス出身のトンガ系アメリカ人のファミリー・バンド。ポップス、R&B、ダンス・ミュージックを演奏する、リロイ、エディ、ユージン、ハイニ、ルディ、キャシー、エリザベス、モアナというウルフグラム家の兄弟姉妹で構成されている。彼らは、1977年にファミリー・バンドとして演奏を開始した。このグループは1985年から1990年にかけて世界的な成功を収め、3回のワールド・ツアーを行い、アメリカ・Billboard Hot 100で5つのトップ10・ヒットを記録した。

## 背景
オリジナルのバンドは、トンガ出身のマイケリ・"マイク"とヴァケ・ウルフグラム夫妻の8人の年長の子供たちで構成されていた。この家族には17人の子供がおり、15人は出生子、エディとユージンの2人は養子縁組である。子供たちは、ロビンスデール・クーパー高校の281学区に通った。彼らは末日聖徒イエス・キリスト教会の会員である。
バンドは当初、当時人気があったが現在は廃止されたテレビのブランドにちなんで、自分たちを「クエーサー (Quasar)」と名乗っていた。彼らは、当時のマネージャーであるドン・パウエルの提案で、エルトン・ジョンの曲「ベニーとジェッツ」から取られた「ジェッツ」に名前を変更した。

## キャリア
ジェッツのオリジナル・メンバーは、1986年7月にアメリカ・Billboard Hot 100で最高3位（全英5位、全米R&Bチャート4位、全米ダンス・チャート4位)となった1986年の「クラッシュ・オン・ユー」を含む、5つのヒット曲がトップ10シングルとなるなど、数多くの曲がBillboard Hot 100でヒットを記録した。シングル「ユー・ゴット・イット・オール」「クロス・マイ・ブロークン・ハート」「ロック・イット・トゥ・ユー」「メイク・イット・リアル」でも知られている。Hot 100で88位に達した「センディン・オール・マイ・ラヴ」は、ビルボード・ダンス・チャートで1位となった。「ユー・ゴット・イット・オール」と「メイク・イット・リアル」はどちらもエリザベス・ウルフグラムのリード・ボーカルをフィーチャーしたバラードで、ビルボードのアダルト・コンテンポラリー・チャートで1位のヒットとなった。バンドは、ハイニ・ウルフグラムのリード・ボーカルをフィーチャーした曲「ロック・イット・トゥ・ユー」で、1988年にグラミー賞にノミネートされた。ジェッツはまた、1989年に『チップとデールの大作戦』のテーマソングを演奏した。
このグループは、故郷のミネアポリスで開催された、1987年のワールドシリーズの第7試合と、郊外のブルーミントンで開催された1991年のスタンレー・カップ決勝の第3試合で「星条旗」を演奏した。バンドはまた、韓国のソウルで開催された1988年ソウルオリンピックと、ユタ州ソルトレイクシティで開催された2002年ソルトレークシティオリンピックでも演奏を行った。

### 最近の動向
- 2009年10月10日、オリジナル・バンドのメンバー7人が再結成し、ハワイ州ホノルルで開催されたメガ・エイティーズ&ナインティーズ・ミュージック・フェスティバルで、MCA時代に仲間のレコーディング・アーティストであったレディ・フォー・ザ・ワールド、カヴァー・ガールズ、アン・ヴォーグと共に演奏した。
- 2010年4月9日、ユージンを除くすべてのオリジナル・メンバーがミネアポリスのステート・シアターで公演を行った。それは25周年記念の再結成公演として売り出された。
- 2015年、バンドはフィリピンのマニラとセブで公演を行い、30周年を祝った[3]。
- 2015年7月、ユタ州オレムで、デビー・ギブソンとのホームタウン・コンサートを開催。
- ジェッツは、2019年3月17日にTV Oneの音楽ドキュメンタリー『Unsung』で取り上げられた[5]。

## ラインナップ
ジェッツの当初のラインナップは、8人の兄弟で構成されていた。
- リロイ・ウルフグラム (LeRoy Wolfgramm、1965年7月19日生) – ボーカル、エレクトリックギター
- エディ・ウルフグラム (Eddie Wolfgramm、1966年8月14日生) – ボーカル、テナーサックス、パーカッション
- ユージン・ウルフグラム (Eugene Wolfgramm、1967年9月24日生) – ボーカル、コンガ、アルトサックス
- ハイニ・ウルフグラム (Haini Wolfgramm、1968年1月25日生) – ボーカル、ベース
- ルディ・ウルフグラム (Rudy Wolfgramm、1969年3月1日生) – ボーカル、ドラム
- キャシー・ウルフグラム (Kathi Wolfgramm、1970年9月6日生) – ボーカル、キーボード、パーカッション
- エリザベス・ウルフグラム (Elizabeth Wolfgramm、1972年8月19日生) – ボーカル、キーボード、パーカッション
- モアナ・ウルフグラム (Moana Wolfgramm、1973年10月13日生) – ボーカル、キーボード、パーカッション[2]

### スピンオフ
1988年、ユージン・ウルフグラム（ジーン・ハント）とジョー・パスカルは、デュオとしてボーイズ・クラブを結成し、MCAレコードにてレコーディングを行った。ボーイズ・クラブは、Hot 100で8位になった曲「I Remember Holding You」をリリースしている。ユージンは後にアルバム 『The Best of The Jets』 (1990年)のためにジェッツを再結成したが、彼と他の兄弟 (エディ、エリザベス、キャシー) は最終的にバンドを相次いで脱退した。バンドは『ディズニー・アフターヌーン』のサウンドトラックで、彼らが演奏した『チップとデールの大作戦』のテーマソングがフィーチャーされた。彼らはまた、『バーグラー/危機一髪』(1987年、「Tough Guys」)、『ビバリーヒルズ・コップ2』(1987年、「クロス・マイ・ブロークン・ハート」)、『ベスト・キッド3/最後の挑戦』 (「Under Any Moon」)、『天使のくれた時間』(2000年、「La La Means I Love You」)といった映画のサウンドトラックにも参加した。

## 影響
アメリカのポップ・シンガー、ブリトニー・スピアーズは、1997年に「ユー・ゴット・イット・オール」の新バージョンをレコーディングし、2000年のアルバム『ウップス!...アイ・ディド・イット・アゲイン』のインターナショナル・エディションに収録された。ミュージシャンのアーニー・ヒダルゴ、Pinay、MYMP (Make Your Momma Proud) もこの曲をカバーしている。「クラッシュ・オン・ユー」は、アラン・ブラクスとフレッド・ファルケによるフレンチ・ハウスのアンセム「Intro」のベース・サンプルとしてフィーチャーされている (2000年)。
ポップ・シンガーのアーロン・カーターはファースト・アルバムに「クラッシュ・オン・ユー」を収録し、1997年にオーストラリア、ドイツ、イギリスでトップ10・シングルとなった。歌手のナヨビは、「メイク・イット・リアル」の中南米でヒットとなったバージョンを録音した。エクスポゼは、1992年のセルフタイトル・アルバムに「セイム・ラヴ」の1バージョンを録音した。最近では、イギリスのエレクトロニック・ミュージック・グループ、ネロが、2011年の同名曲で「クラッシュ・オン・ユー」をサンプリングした。

## ジェッツとジェッツ・オリジナル・ファミリー・バンド
2022年の時点で、オリジナル・メンバーを含む、2つのジェッツのツアー・グループが存在する。
- ジェッツ : エリザベス、エディ、キャシー、モアナ
- ジェッツ・オリジナル・ファミリー・バンド : ハイニ、リロイ、ルディ

## ディスコグラフィ

### スタジオ・アルバム
- 『キュリオシティ』 - The Jets (1985年、MCA)
- 『夢見るクリスマス』 - Christmas with The Jets (1986年、MCA)
- 『マジック』 - Magic (1987年、MCA) ※旧邦題『魔法 (MAGIC)』
- 『ビリーヴ』 - Believe (1989年、MCA)
- Love People (1995年、Liberty Park)
- Love Will Lead the Way (1997年、Shadow Mountain)
- Then & Now (1998年、K-tel)
- Versatility (2006年、Hip-O)
- Reunited (2014年、Refinement Records)

### ライブ・アルバム
- Greatest Hits Live (2007年、Sbme Special Mkts)

### コンピレーション・アルバム
- 『ベスト・オブ・ジェッツ』 - The Best of The Jets (1990年、MCA)
- 20th Century Masters – The Millennium Collection: The Best of The Jets (2001年、MCA)
- All Their Best (2004年、K-tel)

### シングル
- 「キュリオシティ」 - "Curiosity" (1985年)
- 「クラッシュ・オン・ユー」 - "Crush on You" (1986年)
- 「プライベート・ナンバー」 - "Private Number" (1986年)
- 「ユー・ゴット・イット・オール」 - "You Got It All" (1986年)
- 「クロス・マイ・ブロークン・ハート」 - "Cross My Broken Heart" (1987年)
- 「アイ・ドゥ・ユー」 - "I Do You" (1987年)
- 「ロック・イット・トゥ・ユー」 - "Rocket 2 U" (1988年)
- 「メイク・イット・リアル」 - "Make It Real" (1988年)
- "Anytime" (1988年)
- 「センディン・オール・マイ・ラヴ」 - "Sendin' All My Love" (1988年)
- 「ユー・ベター・ダンス」 - "You Better Dance" (1989年)
- 「セイム・ラヴ」 - "The Same Love" (1989年)
- "Somebody to Love Me" (1990年)
- "Under Any Moon" (re-issue) (1990年)
- 「スペシャル・カインダ・ラヴ」 - "Special Kinda Love" (1990年)
- "Forever in My Life" (1991年)
- 「サムホエア・アウト・ゼア」 - "Somewhere Out There" (1992年)

## ツアー
- 1985年–1986年 : The Jets World Tour
- 1986年 : Christmas with The Jets World Tour
- 1987年–1988年 : Magic World Tour
- 1989年 : Believe World Tour
- 2015年 : The Jets - 30th Anniversary Concert